# Olympische Winterspiele 1984/Rennrodeln
Bei den XIV. Olympischen Spielen 1984 in Sarajevo fanden drei Wettbewerbe im Rennrodeln statt. Austragungsort war die Olympische Bob- und Rodelbahn am Nordhang des Trebević.

## Bilanz

### Medaillenspiegel
| Platz | Land           | Gold | Silber | Bronze | Gesamt |
| ----- | -------------- | ---- | ------ | ------ | ------ |
| 1     | DDR            | 1    | 1      | 2      | 4      |
| 2     | BR Deutschland | 1    | –      | –      | 1      |
| 3     | Italien        | 1    | –      | –      | 1      |
| 4     | Sowjetunion    | –    | 2      | 1      | 3      |

### Medaillengewinner
| Konkurrenz       | Gold                                 | Silber                                | Bronze                         |
| ---------------- | ------------------------------------ | ------------------------------------- | ------------------------------ |
| Einsitzer Männer | Paul Hildgartner                     | Sergei Danilin                        | Waleri Dudin                   |
| Einsitzer Frauen | Steffi Martin                        | Bettina Schmidt                       | Ute Oberhoffner                |
| Doppelsitzer     | Hans Stanggassinger, Franz Wembacher | Jewgeni Beloussow, Alexander Beljakow | Jörg Hoffmann, Jochen Pietzsch |

## Ergebnisse
(alle Laufzeiten in Sekunden, Gesamtzeiten in Minuten)

### Einsitzer Männer
| Platz | Land | Sportler            | 1. Lauf | 2. Lauf | 3. Lauf | 4. Lauf | Gesamt   |
| ----- | ---- | ------------------- | ------- | ------- | ------- | ------- | -------- |
| 1     | ITA  | Paul Hildgartner    | 46,182  | 46,562  | 45,871  | 45,934  | 3:04,549 |
| 2     | URS  | Sergei Danilin      | 46,433  | 46,284  | 46,176  | 46,069  | 3:04,962 |
| 3     | URS  | Waleri Dudin        | 46,385  | 46,334  | 46,201  | 46,092  | 3:05,012 |
| 4     | DDR  | Michael Walter      | 46,196  | 46,305  | 46,358  | 46,172  | 3:05,031 |
| 5     | DDR  | Torsten Görlitzer   | 46,157  | 46,271  | 46,438  | 46,170  | 3:05,036 |
| 6     | ITA  | Ernst Haspinger     | 46,177  | 46,205  | 46,571  | 46,176  | 3:05,129 |
| 7     | URS  | Juri Chartschenko   | 46,310  | 46,469  | 46,337  | 46,432  | 3:05,548 |
| 8     | AUT  | Markus Prock        | 46,458  | 46,571  | 46,345  | 46,465  | 3:05,839 |
| 9     | ITA  | Norbert Huber       | 46,888  | 46,629  | 46,265  | 46,127  | 3:05,909 |
| 10    | AUT  | Gerhard Sandbichler | 46,601  | 46,613  | 46,542  | 46,697  | 3:06,453 |
| 11    | LIE  | Wolfgang Schädler   | 46,815  | 47,019  | 46,654  | 46,509  | 3:06,997 |
| 12    | FRG  | Thomas Rzeznizok    | 46,704  | 46,970  | 47,154  | 46,539  | 3:07,367 |
| 13    | DDR  | Norbert Loch        | 46,784  | 46,886  | 47,214  | 46,830  | 3:07,714 |
|       |      |                     |         |         |         |         |          |
| 15    | AUT  | Georg Fluckinger    | 47,552  | 47,000  | 46,989  | 46,448  | 3:07,989 |

1. Lauf: 9. Februar 1984, 15:00 Uhr 
 2. Lauf: 10. Februar 1984, 10:15 Uhr 
 3. Lauf: 11. Februar 1984, 10:15 Uhr 
 4. Lauf: 12. Februar 1984, 15:00 Uhr
32 Teilnehmer aus 16 Ländern, davon 30 in der Wertung. Ausgeschieden u. a.: Johannes Schettel (FRG).

### Einsitzer Frauen
| Platz | Land | Sportlerin         | 1. Lauf | 2. Lauf | 3. Lauf | 4. Lauf | Gesamt   |
| ----- | ---- | ------------------ | ------- | ------- | ------- | ------- | -------- |
| 1     | DDR  | Steffi Martin      | 41,639  | 41,863  | 41,496  | 41,572  | 2:46,570 |
| 2     | DDR  | Bettina Schmidt    | 41,662  | 41,929  | 41,636  | 41,646  | 2:46,873 |
| 3     | DDR  | Ute Weiß           | 41,908  | 41,945  | 41,793  | 41,602  | 2:47,248 |
| 4     | URS  | Ingrīda Amantova   | 42,101  | 42,337  | 42,239  | 41,803  | 2:48,480 |
| 5     | URS  | Vera Zozuļa        | 42,079  | 42,169  | 42,077  | 42,316  | 2:48,641 |
| 6     | ITA  | Marie-Luise Rainer | 42,560  | 42,320  | 42,330  | 41,928  | 2:49,138 |
| 7     | AUT  | Annefried Göllner  | 42,437  | 42,643  | 42,219  | 42,074  | 2:49,373 |
| 8     | FRG  | Andrea Hatle       | 43,397  | 42,072  | 42,102  | 41,920  | 2:49,491 |
| 9     | FRG  | Constanze Zeitz    | 42,707  | 42,679  | 42,300  | 42,150  | 2:49,836 |
| 10    | URS  | Natalja Lissiza    | 43,532  | 42,371  | 42,186  | 41,998  | 2:50,087 |
| 11    | ITA  | Veronika Oberhuber | 43,466  | 42,534  | 42,192  | 42,037  | 2:50,229 |
|       |      |                    |         |         |         |         |          |
| 13    | ITA  | Monika Auer        | 44,466  | 42,830  | 41,910  | 42,070  | 2:51,276 |

1. Lauf: 9. Februar 1984, 14:00 Uhr 
 2. Lauf: 10. Februar 1984, 09:00 Uhr 
 3. Laud: 11. Februar 1984, 09:00 Uhr 
 4. Lauf: 12. Februar 1984, 14:00 Uhr
27 Teilnehmerinnen aus 15 Ländern, davon 24 in der Wertung.

### Doppelsitzer
| Platz | Land | Sportler                              | 1. Lauf | 2. Lauf | Gesamt   |
| ----- | ---- | ------------------------------------- | ------- | ------- | -------- |
| 1     | FRG  | Hans Stanggassinger, Franz Wembacher  | 41,880  | 41,740  | 1:23,620 |
| 2     | URS  | Jewgeni Beloussow, Alexander Beljakow | 41,813  | 41,847  | 1:23,660 |
| 3     | DDR  | Jörg Hoffmann, Jochen Pietzsch        | 41,996  | 41,891  | 1:23,887 |
| 4     | AUT  | Georg Fluckinger, Franz Wilhelmer     | 42,013  | 41,889  | 1:23,902 |
| 5     | AUT  | Günther Lemmerer, Franz Lechleitner   | 42,188  | 41,945  | 1:24,133 |
| 6     | ITA  | Hansjörg Raffl, Norbert Huber         | 42,369  | 41,984  | 1:24,353 |
| 7     | URS  | Juris Eisaks, Einārs Veikša           | 42,078  | 42,288  | 1:24,366 |
| 8     | FRG  | Thomas Schwab, Wolfgang Staudinger    | 42,267  | 42,367  | 1:24,634 |
| 9     | USA  | Ronald Rossi, Doug Bateman            | 42,400  | 42,251  | 1:24,651 |
| 10    | ITA  | Helmuth Brunner, Walter Brunner       | 42,039  | 42,749  | 1:24,788 |
|       |      |                                       |         |         |          |
| 15    | GDR  | Hans-Joachim Menge, Detlef Bertz      | 46,935  | 47,238  | 1:34,173 |

Datum: 15. Februar 1984, 10:00 Uhr (1. Lauf), 11:00 Uhr (2. Lauf)
15 Teams aus 9 Ländern, alle in der Wertung.